# فؤاد شرف الدين
فؤاد شرف الدين (12 أبريل 1941) هو ممثل ومخرج ومؤلف لبناني اشتهر بإخراج وتمثيل أفلام الحركة (الأكشن) خلال سبعينيات وثمانينيات القرن العشرين.
أخرج مسلسل الدالي بجزئيه الأول والثاني بطولة نور الشريف. كما أخرج فيلمي الصرخة، وإيفانوفا.[بحاجة لمصدر]

## أعماله
حقق شرف الدين شهرة واسعة بأدواره في أفلام الحركة في سبعينيات وثمانينيات القرن العشرين، ومن أهمها "الممر الأخير" و"المجازف" و"القرار" و"نساء في خطر" و"المتوحشون" و"حسناء وعمالقة وفي الأعمال الدرامية، شارك في عدة أعمال منها العقرب، كيندا، ديالا، زمن الأوغاد وغيرها. ولوحظ أنه "كان دائماً يؤدي دور ضابط الأمن، لذا لُقِّب بالكابتن محافظاً على القانون وعلى هيبة الدولة"، وقد كُرم بعد وفاته بأن مُنح درع "أيقونة السينما اللبنانية".

## الوفاة
توفي فؤاد شرف الدين في 27 مايو 2024 عن عمر ناهز الثالثة والثمانين.